# Dingasso 1
Ne doit pas être confondu avec Dingasso.
Dingasso 1 est une commune rurale située dans le département de N'Dorola de la province de Kénédougou dans la région des Hauts-Bassins au Burkina Faso. Bien que proche, elle constitue commune distincte de Dingasso 2.

## Géographie
Dingasso 1 – composé de deux quartiers distants d'environ 600 mètres – est situé à 1 km au nord de Dingasso 2 et est localisé à 6 km au sud de N'Dorola.

## Santé et éducation
Le centre de soins le plus proche de Dingasso 1 est le centre de santé et de promotion sociale (CSPS) de N'Dorola.